# Richard Grove (acteur)
Pour les articles homonymes, voir Grove.
Richard Grove est un acteur américain né à Phoenix, en Arizona, en 1955.

## Filmographie
- 1990 : Un ange... ou presque (Almost an Angel) : Uniformed Cop
- 1991 : Shock Invader (Not of This World) (TV) : A.J.
- 1991 : Point Break - Extrême limite (Point Break) : Cullen
- 1992 : Cruel Doubt (TV) : Officer Sparrow
- 1992 : Evil Dead 3 (Army of Darkness) : Duke Henry the Red
- 1993 : Extreme Justice : Lloyd
- 1993 : Marked for Murder (TV) : McClosky
- 1993 : Darkness Before Dawn (TV) : Father
- 1993 : Street Knight : Madman
- 1993 : Tueuse à gage (Quick) : Jerry Singer
- 1993 : Perry Mason: The Case of the Killer Kiss (TV) : Jim Watson
- 1994 : Scanner Cop : Commander Peter Harrigan
- 1994 : Confessions: Two Faces of Evil (TV)
- 1995 : Money Train : Motorman
- 2005 : Governmentia : Agent David Coleman
- 2005 : Cerebral Print: The Secret Files : Agent David Coleman
- 2005 : The Wright Stuff : Mr. Wright
- 2006 : Cineme' Fabrique No. 1 : L'Homme